# Stobno Siódme
Stobno Siódme – wieś w Polsce, położona w województwie wielkopolskim, w powiecie kaliskim, w gminie Godziesze Wielkie.
| SIMC    | Nazwa         | Rodzaj    |
| ------- | ------------- | --------- |
| 0198278 | Stobno Szóste | część wsi |

W latach 1975–1998 miejscowość administracyjnie należała do województwa kaliskiego.
W miejscowości znajduje się klub jeździecki.